# Eubalichthys quadrispinis
Eubalichthys quadrispinis es una especie de peces de la familia Monacanthidae en el orden de los Tetraodontiformes.

## Morfología
Los machos pueden llegar alcanzar los 40 cm de longitud total.

## Hábitat
Es un pez de mar y de clima subtropical y demersal que vive entre 135-165 m de profundidad

## Distribución geográfica
Se encuentra en Australia: sur de Australia Occidental y Australia Meridional.

## Observaciones
Es inofensivo para los humanos.